# Moto2
Moto2, anteriormente 250cc, é a categoria secundária do Campeonato Mundial de Motovelocidade e o mais antigo Campeonato do Mundo de desportos motorizados – o primeiro ano de competição teve lugar em 1949. É disputado simultaneamente das categorias de MotoGP (que desde 2002 substitui a categoria de cilindrada de 500 cc), e Moto3 (que desde 2012 substitui a categoria de cilindrada de 125 cc).
A Moto2 foi inicialmente uma classe de quatro tempos de 600 cc, introduzida em 2010 para substituir a tradicional classe de dois tempos de 250 cc. Os motores foram fornecidos exclusivamente pela Honda, os pneus pela Dunlop e os eletrônicos são limitados e fornecidos apenas pelos produtores sancionados pela Federação Internacional de Motociclismo. Os discos de freio de carbono são proibidos, apenas discos de aço são permitidos. No entanto, não há limitações de chassi. Até 2019, eram permitidas apenas máquinas Moto2 de 600 cc a quatro tempos. Em 2019, a Triumph substituiu a Honda como o único fornecedor de motores de Moto2. A configuração do motor do Triumph é o deslocamento de 765 cc com três cilindros, contrastando com os 600 cc anteriores da Honda em linha quatro.
O Grand Prix motociclismo é o principal campeonato de motociclismo, dividido em três classes desde 1990: 125cc, 250cc e MotoGP. As classes anteriores que foram descontinuadas incluem 350cc, 50cc / 80cc e Sidecar. A 250cc é a categoria intermediária; as 250cc se referem ao tamanho dos motores das motocicletas que correm nessa classe. Os motores têm cilindros duplos, em oposição aos quatro cilindros usados no MotoGP. O campeonato mundial de corrida de estrada do Grande Prêmio foi criado em 1949 pelo órgão dirigente do esporte, a Federação Internacional de Motociclismo (FIM), e é o mais antigo campeonato mundial de automobilismo. A classe de 250cc foi substituída em 2010 por uma nova classe chamada Moto2. Os motores de 250cc foram substituídos por motores de 600cc, que foram fornecidos pela Honda a todas as equipes. Cada temporada consiste em 12 a 18 GPs disputados em circuitos fechados, em oposição às vias públicas. Os pontos ganhos nesses eventos contam para o campeonato mundial de pilotos e construtores. O campeonato do ciclista e do construtor são campeonatos separados, mas são baseados no mesmo sistema de pontos. O número de pontos conquistados no final de cada corrida entre os 15 melhores classificados depende da sua colocação. Pontos recebidos por cada finalizador, do 1º ao 15º lugar: 25, 20, 16, 13, 11, 10, 9, 8, 7, 6, 5, 4, 3, 2, 1. Historicamente, houve vários sistemas de pontos. Os resultados de todos os GPs atuais contam para os campeonatos; no passado, apenas um certo número de resultados era contado. Phil Read e Max Biaggi venceram o maior número de campeonatos, com quatro cada. Dani Pedrosa é o mais jovem a vencer o campeonato; ele tinha 19 anos e 18 dias quando ganhou o campeonato em 2004. Os pilotos italianos venceram o maior número de campeonatos; 13 pilotos venceram um total de 22 campeonatos. Os pilotos da Grã-Bretanha venceram o segundo mais; quatro pilotos venceram um total de nove campeonatos. Os alemães venceram mais o terceiro, com quatro pilotos vencendo um total de sete campeonatos. Bruno Ruffo venceu o campeonato inaugural em 1949. Hiroshi Aoyama foi o último piloto a vencer o campeonato de 250cc em 2009. Toni Elías foi o primeiro campeão da categoria Moto2. Ai Ogura é o atual campeão; ele ganhou o campeonato de 2024.

## Campeões
| Ano  | C. Pilotos           | C. Equipes                  | C. Construtores           | Pneu | Info   |
| ---- | -------------------- | --------------------------- | ------------------------- | ---- | ------ |
| 1949 | Bruno Ruffo          | Moto Guzzi                  | Moto Guzzi                | G    | [ 1 ]  |
| 1950 | Dario Ambrosini      | Scuderia Benelli            | Benelli                   | P    | [ 2 ]  |
| 1951 | Bruno Ruffo          | Moto Guzzi                  | Moto Guzzi                | G    | [ 3 ]  |
| 1952 | Enrico Lorenzetti    | Moto Guzzi                  | Moto Guzzi                | P    | [ 4 ]  |
| 1953 | Werner Haas          | NSU Motorenwerke AG         | NSU                       | M    | [ 5 ]  |
| 1954 | Werner Haas          | NSU Motorenwerke AG         | NSU                       | M    | [ 6 ]  |
| 1955 | Hermann Paul Müller  | NSU Motorenwerke AG         | NSU                       | F    | [ 7 ]  |
| 1956 | Carlo Ubbiali        | Scuderia MV Agusta          | MV Agusta                 | P    | [ 8 ]  |
| 1957 | Cecil Sandford       | Mondial Moto                | Mondial                   | P    | [ 9 ]  |
| 1958 | Tarquinio Provini    | Scuderia MV Agusta          | MV Agusta                 | P    | [ 10 ] |
| 1959 | Carlo Ubbiali        | Scuderia MV Agusta          | MV Agusta                 | G    | [ 11 ] |
| 1960 | Carlo Ubbiali        | Scuderia MV Agusta          | MV Agusta                 | P    | [ 12 ] |
| 1961 | Mike Hailwood        | Honda Racing Corporation    | Honda                     | G    | [ 13 ] |
| 1962 | Jim Redman           | Honda Racing Corporation    | Honda                     | B    | [ 14 ] |
| 1963 | Jim Redman           | Honda Racing Corporation    | Honda                     | B    | [ 15 ] |
| 1964 | Phil Read            | Yamaha Motor Company        | Yamaha                    | M    | [ 16 ] |
| 1965 | Phil Read            | Yamaha Motor Company        | Yamaha                    | M    | [ 17 ] |
| 1966 | Mike Hailwood        | Honda Racing Corporation    | Honda                     | B    | [ 18 ] |
| 1967 | Mike Hailwood        | Honda Racing Corporation    | Honda                     | B    | [ 19 ] |
| 1968 | Phil Read            | Yamaha Motor Company        | Yamaha                    | M    | [ 20 ] |
| 1969 | Kel Carruthers       | Scuderia Benelli            | Benelli                   | Y    | [ 21 ] |
| 1970 | Rodney Gould         | Yamaha Motor Company        | Yamaha                    | Y    | [ 22 ] |
| 1971 | Phil Read            | Yamaha Motor Company        | Yamaha                    | B    | [ 23 ] |
| 1972 | Jarno Saarinen       | Yamaha Motor Company        | Yamaha                    | E    | [ 24 ] |
| 1973 | Dieter Braun         | Yamaha Motor Company        | Yamaha                    | M    | [ 25 ] |
| 1974 | Walter Villa         | Moto Villa                  | Aermacchi Harley-Davidson | D    | [ 26 ] |
| 1975 | Walter Villa         | Moto Villa                  | Aermacchi Harley-Davidson | M    | [ 27 ] |
| 1976 | Walter Villa         | Moto Villa                  | Aermacchi Harley-Davidson | B    | [ 28 ] |
| 1977 | Mario Lega           | Scuderia Morbidelli         | Morbidelli                | F    | [ 29 ] |
| 1978 | Kork Ballington      | Kawasaki Racing Team        | Kawasaki                  | D    | [ 30 ] |
| 1979 | Kork Ballington      | Kawasaki Racing Team        | Kawasaki                  | M    | [ 31 ] |
| 1980 | Anton Mang           | Kawasaki Racing Team        | Kawasaki                  | M    | [ 32 ] |
| 1981 | Anton Mang           | Kawasaki Racing Team        | Kawasaki                  | B    | [ 33 ] |
| 1982 | Jean-Louis Tournadre | Yamaha Motor Company        | Yamaha                    | B    | [ 34 ] |
| 1983 | Carlos Lavado        | Venemotos Racing Team       | Yamaha                    | M    | [ 35 ] |
| 1984 | Christian Sarron     | Team Sonauto Gauloises      | Yamaha                    | M    | [ 36 ] |
| 1985 | Freddie Spencer      | Team Rothmans               | Honda                     | M    | [ 37 ] |
| 1986 | Carlos Lavado        | Venemotos Racing Team       | Yamaha                    | M    | [ 38 ] |
| 1987 | Anton Mang           | Team Rothmans               | Honda                     | M    | [ 39 ] |
| 1988 | Sito Pons            | Campsa Honda Team           | Honda                     | M    | [ 40 ] |
| 1989 | Sito Pons            | Campsa Honda Team           | Honda                     | M    | [ 41 ] |
| 1990 | John Kocinski        | Marlboro Team Roberts       | Yamaha                    | M    | [ 42 ] |
| 1991 | Luca Cadalora        | Kanemoto Racing             | Honda                     | D    | [ 43 ] |
| 1992 | Luca Cadalora        | Kanemoto Racing             | Honda                     | D    | [ 44 ] |
| 1993 | Tetsuya Harada       | Telkor Yamaha Valesi Racing | Yamaha                    | D    | [ 45 ] |
| 1994 | Max Biaggi           | Chesterfield Racing         | Aprilia                   | D    | [ 46 ] |
| 1995 | Max Biaggi           | Chesterfield Racing         | Aprilia                   | D    | [ 47 ] |
| 1996 | Max Biaggi           | Chesterfield Racing         | Aprilia                   | D    | [ 48 ] |
| 1997 | Max Biaggi           | Kanemoto Racing             | Honda                     | D    | [ 49 ] |
| 1998 | Loris Capirossi      | Aprilia Racing              | Aprilia                   | D    | [ 50 ] |
| 1999 | Valentino Rossi      | Scuderia Nastro Azzurro     | Aprilia                   | D    | [ 51 ] |
| 2000 | Olivier Jacque       | Tech 3 Racing               | Yamaha                    | D    | [ 52 ] |
| 2001 | Daijiro Kato         | Telefónica Movistar Jr Team | Honda                     | D    | [ 53 ] |
| 2002 | Marco Melandri       | Aprilia Racing              | Aprilia                   | D    | [ 54 ] |
| 2003 | Manuel Poggiali      | Aprilia Racing              | Aprilia                   | D    | [ 55 ] |
| 2004 | Dani Pedrosa         | Telefónica Movistar Jr Team | Honda                     | D    | [ 56 ] |
| 2005 | Dani Pedrosa         | Telefónica Movistar Jr Team | Honda                     | D    | [ 57 ] |
| 2006 | Jorge Lorenzo        | Aprilia Racing              | Aprilia                   | D    | [ 58 ] |
| 2007 | Jorge Lorenzo        | Aprilia Racing              | Aprilia                   | D    | [ 59 ] |
| 2008 | Marco Simoncelli     | Scuderia Metis Gilera       | Gilera                    | D    | [ 60 ] |
| 2009 | Hiroshi Aoyama       | Scot Racing Team            | Honda                     | D    | [ 61 ] |
| 2010 | Toni Elías           | Gresini Racing              | Moriwaki                  | D    | [ 62 ] |
| 2011 | Stefan Bradl         | Viessmann Kiefer Racing     | Kalex                     | D    | [ 63 ] |
| 2012 | Marc Márquez         | Team CatalunyaCaixa Repsol  | Suter                     | D    | [ 64 ] |
| 2013 | Pol Espargaró        | Pons Racing                 | Kalex                     | D    | [ 65 ] |
| 2014 | Tito Rabat           | Marc VDS Racing Team        | Kalex                     | D    | [ 66 ] |
| 2015 | Johann Zarco         | Ajo Motorsport              | Kalex                     | D    | [ 67 ] |
| 2016 | Johann Zarco         | Ajo Motorsport              | Kalex                     | D    | [ 68 ] |
| 2017 | Franco Morbidelli    | Marc VDS Racing Team        | Kalex                     | D    | [ 69 ] |
| 2018 | Francesco Bagnaia    | SKY Racing Team VR46        | Kalex                     | D    | [ 70 ] |
| 2019 | Álex Márquez         | Marc VDS Racing Team        | Kalex                     | D    | [ 71 ] |
| 2020 | Enea Bastianini      | Italtrans Racing Team       | Kalex                     | D    | [ 72 ] |
| 2021 | Remy Gardner         | KTM Ajo Motorsport          | Kalex                     | D    | [ 73 ] |
| 2022 | Augusto Fernández    | KTM Ajo Motorsport          | Kalex                     | D    |        |
| 2023 | Pedro Acosta         | KTM Ajo Motorsport          | Kalex                     | D    |        |
| 2024 | Ai Ogura             | MT Helmets – MSi            | Kalex                     | P    |        |

## Estatísticas

### Títulos por piloto
| Piloto               | Total | Títulos                |
| -------------------- | ----- | ---------------------- |
| Phil Read            | 4     | 1964, 1965, 1968, 1971 |
| Max Biaggi           | 4     | 1994, 1995, 1996, 1997 |
| Carlo Ubbiali        | 3     | 1956, 1959, 1960       |
| Mike Hailwood        | 3     | 1961, 1966, 1967       |
| Walter Villa         | 3     | 1974, 1975, 1976       |
| Anton Mang           | 3     | 1980, 1981, 1987       |
| Bruno Ruffo          | 2     | 1949, 1951             |
| Werner Haas          | 2     | 1953, 1954             |
| Jim Redman           | 2     | 1962, 1963             |
| Kork Ballington      | 2     | 1978, 1979             |
| Carlos Lavado        | 2     | 1983, 1986             |
| Sito Pons            | 2     | 1988, 1989             |
| Luca Cadalora        | 2     | 1991, 1992             |
| Dani Pedrosa         | 2     | 2004, 2005             |
| Jorge Lorenzo        | 2     | 2006, 2007             |
| Johann Zarco         | 2     | 2015, 2016             |
| Dario Ambrosini      | 1     | 1950                   |
| Enrico Lorenzetti    | 1     | 1952                   |
| Hermann Paul Müller  | 1     | 1955                   |
| Cecil Sandford       | 1     | 1957                   |
| Tarquinio Provini    | 1     | 1958                   |
| Kel Carruthers       | 1     | 1969                   |
| Rodney Gould         | 1     | 1970                   |
| Jarno Saarinen       | 1     | 1972                   |
| Dieter Braun         | 1     | 1973                   |
| Mario Lega           | 1     | 1977                   |
| Jean-Louis Tournadre | 1     | 1982                   |
| Christian Sarron     | 1     | 1984                   |
| Freddie Spencer      | 1     | 1985                   |
| John Kocinski        | 1     | 1990                   |
| Tetsuya Harada       | 1     | 1993                   |
| Loris Capirossi      | 1     | 1998                   |
| Valentino Rossi      | 1     | 1999                   |
| Olivier Jacque       | 1     | 2000                   |
| Daijiro Kato         | 1     | 2001                   |
| Marco Melandri       | 1     | 2002                   |
| Manuel Poggiali      | 1     | 2003                   |
| Marco Simoncelli     | 1     | 2008                   |
| Hiroshi Aoyama       | 1     | 2009                   |
| Toni Elías           | 1     | 2010                   |
| Stefan Bradl         | 1     | 2011                   |
| Marc Márquez         | 1     | 2012                   |
| Pol Espargaró        | 1     | 2013                   |
| Tito Rabat           | 1     | 2014                   |
| Franco Morbidelli    | 1     | 2017                   |
| Francesco Bagnaia    | 1     | 2018                   |
| Álex Márquez         | 1     | 2019                   |
| Enea Bastianini      | 1     | 2020                   |
| Remy Gardner         | 1     | 2021                   |
| Augusto Fernández    | 1     | 2022                   |
| Pedro Acosta         | 1     | 2023                   |
| Ai Ogura             | 1     | 2024                   |

### Títulos por país
| País                        | Total | Títulos |
| --------------------------- | ----- | --- |
| Itália                      | 25    | 1949, 1950, 1951, 1952, 1956, 1958, 1959, 1960, 1974, 1975, 1976, 1977, 1991, 1992, 1994, 1995, 1996, 1997, 1998, 1999, 2002, 2008, 2017, 2018, 2020 |
| Espanha                     | 13    | 1988, 1989, 2004, 2005, 2006, 2007, 2010, 2012, 2013, 2014, 2019, 2022, 2023                                                                         |
| Inglaterra                  | 9     | 1957, 1961, 1964, 1965, 1966, 1967, 1968, 1970, 1971                                                                                                 |
| Alemanha                    | 8     | 1953, 1954, 1955, 1973, 1980, 1981, 1987, 2011 |
| França                      | 4     | 1982, 1984, 2015, 2016 |
| Japão                       | 4     | 1993, 2001, 2009, 2024 |
| Venezuela                   | 3     | 1983, 1986, 2000 |
| Zimbabwe (Na época Rodésia) | 2     | 1962, 1963 |
| África do Sul               | 2     | 1978, 1979 |
| Estados Unidos              | 2     | 1985, 1990 |
| Austrália                   | 2     | 1969, 2021 |
| Finlândia                   | 1     | 1972 |
| San Marino                  | 1     | 2003 |

### Títulos por construtor
| Construtor                | Total | Títulos |
| ------------------------- | ----- | --- |
| Honda                     | 16    | 1961, 1962, 1963, 1966 , 1967, 1970, 1971, 1972, 1973, 1985, 1987, 1988, 1989, 1991, 1992, 1997, 2001, 2004, 2005, 2009 |
| Yamaha                    | 14    | 1964, 1965, 1968, 1970, 1971, 1972, 1973, 1982, 1983, 1984, 1986, 1990, 1993, 2000                                      |
| Kalex                     | 13    | 2011, 2013, 2014, 2015, 2016, 2017, 2018, 2019, 2020, 2021, 2022, 2023, 2024                                            |
| Aprilia                   | 9     | 1994, 1995, 1996, 1998, 1999, 2002, 2003, 2006, 2007                                                                    |
| MV Agusta                 | 4     | 1956, 1958, 1959, 1960                                                                                                  |
| Kawasaki                  | 4     | 1978, 1979, 1980, 1981                                                                                                  |
| NSU                       | 3     | 1953, 1954, 1955 |
| Aermacchi Harley-Davidson | 3     | 1974, 1975, 1976 |
| Moto Guzzi                | 3     | 1949, 1951, 1952 |
| Benelli                   | 2     | 1950, 1969 |
| Mondial                   | 1     | 1957 |
| Morbidelli                | 1     | 1977 |
| Gilera                    | 1     | 2008 |
| Moriwaki                  | 1     | 2010 |
| Suter                     | 1     | 2012 |

### Títulos por equipe
| Equipe                      | Total | Títulos                                        |
| --------------------------- | ----- | ---------------------------------------------- |
| Yamaha Motor Company        | 8     | 1964, 1965, 1968, 1970, 1971, 1972, 1973, 1982 |
| Honda Racing Corporation    | 5     | 1961, 1962, 1963, 1966, 1967                   |
| Aprilia Racing              | 5     | 1998, 2002, 2003, 2006, 2007                   |
| Ajo Motorsport              | 5     | 2015, 2016, 2021, 2022, 2023                   |
| Scuderia MV Agusta          | 4     | 1956, 1958, 1959, 1960                         |
| Kawasaki Racing Team        | 4     | 1978, 1979, 1980, 1981                         |
| Moto Guzzi                  | 3     | 1949, 1951, 1952                               |
| NSU Motorenwerke AG         | 3     | 1953, 1954, 1955                               |
| Moto Villa                  | 3     | 1974, 1975, 1976                               |
| Kanemoto Racing             | 3     | 1991, 1992, 1997                               |
| Chesterfield Racing         | 3     | 1994, 1995, 1996                               |
| Telefónica Movistar Jr Team | 3     | 2001, 2004, 2005                               |
| Marc VDS Racing Team        | 3     | 2014, 2017, 2019                               |
| Scuderia Benelli            | 2     | 1950, 1969                                     |
| Venemotos Racing Team       | 2     | 1983, 1986                                     |
| Team Rothmans               | 2     | 1985, 1987                                     |
| Campsa Honda Team           | 2     | 1988, 1989                                     |
| Mondial Moto                | 1     | 1957                                           |
| Scuderia Morbidelli         | 1     | 1977                                           |
| Team Sonauto Gauloises      | 1     | 1984                                           |
| Marlboro Team Roberts       | 1     | 1990                                           |
| Telkor Yamaha Valesi Racing | 1     | 1993                                           |
| Scuderia Nastro Azzurro     | 1     | 1999                                           |
| Tech 3 Racing               | 1     | 2000                                           |
| Scuderia Metis Gilera       | 1     | 2008                                           |
| Scot Racing Team            | 1     | 2009                                           |
| Gresini Racing              | 1     | 2010                                           |
| Viessmann Kiefer Racing     | 1     | 2011                                           |
| Team CatalunyaCaixa Repsol  | 1     | 2012                                           |
| Pons Racing                 | 1     | 2013                                           |
| SKY Racing Team VR46        | 1     | 2018                                           |
| Italtrans Racing Team       | 1     | 2020                                           |
| MT Helmets - MSi            | 1     | 2024                                           |

### Títulos por pneu
| # | Pneu        | Total | Títulos |
| - | ----------- | ----- | --- |
| D | Dunlop      | 35    | 1974, 1978, 1991, 1992, 1993, 1994, 1995, 1996, 1997, 1998, 1999, 2000, 2001, 2002, 2003, 2004, 2005, 2006, 2007, 2008, 2009, 2010, 2011, 2012, 2013, 2014, 2015, 2016, 2017, 2018, 2019, 2020, 2021, 2022, 2023 |
| M | Michelin    | 17    | 1953, 1954, 1964, 1965, 1968, 1973, 1975, 1979, 1980, 1983, 1984, 1985, 1986, 1987, 1988, 1989, 1990 |
| B | Bridgestone | 8     | 1962, 1963, 1966, 1967, 1971, 1976, 1981, 1982 |
| P | Pirelli     | 7     | 1950, 1952, 1956, 1957, 1958, 1960, 2024 |
| G | Goodyear    | 4     | 1949, 1951, 1959, 1961 |
| F | Firestone   | 2     | 1955, 1977 |
| Y | Yokohama    | 2     | 1969, 1970 |
| E | Englebert   | 1     | 1972 |

## Transmissão pela TV para o Brasil

### TV Aberta
A primeira TV brasileira a exibir o Mundial foi a Rede Globo, que em 1987, na volta do Esporte Espetacular, colocou os “melhores momentos” com 18 minutos de duração do GP do Japão.  A partir da etapa seguinte, a Globo firmou parceria com a produtora de eventos PROMESP e transmitiu o restante da temporada.
A narração inicialmente foi feita por Galvão Bueno, posteriormente repassada para Cléber Machado e Eduardo Moreno. Os comentários ficavam por conta de Reginaldo Leme.
A Globo deu continuidade ao projeto, transmitindo a categoria de 1988 a 1995. Já entre os anos de 1996 a 1998, o campeonato foi transmitido pela Band, e em 1999 a Motovelocidade voltou para a TV Globo, onde permaneceu até 2003, quando a categoria saiu da TV aberta e desde então está sem transmissão.

### TV por Assinatura
Na TV fechada, desde a volta ao Grupo Globo em 1999 o SporTV também começou a transmitir a categoria. Inicialmente Sérgio Maurício era o responsável pela narração, e Rodrigo Moattar fazia os comentários. Posteriormente Guto Nejaim e Fausto Macieira assumiram o comando em 2010, ficando como titulares da casa na categoria até o final do contrato em 2020
Em 2020, após negociar com a Band, a Dorna fecha com a Rio Motorsport, que repassou os direitos de transmissão para a Fox Sports Brasil, que estreia na competição em solo brasileiro. Téo José é o responsável pela narração e Edgard Mello Filho fica com os comentários